# Bruspulver

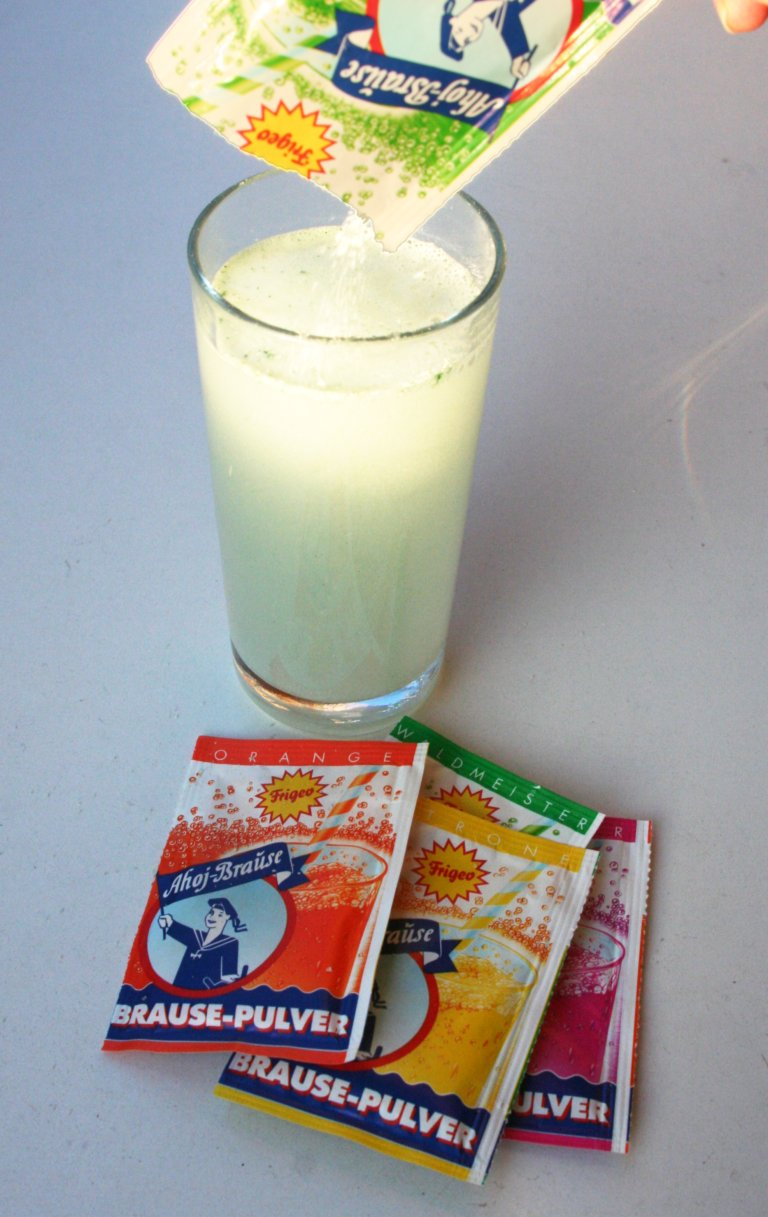
Ahoj-Brause-Pulver säljs i Tyskland.

Bruspulver kallas en typ av godis i pulverform, som sålts sedan början av 1900-talet. Det består oftast av druvsocker, citronsyra, vinsyra, natriumbikarbonat och olika smakämnen. Det var ursprungligen avsett för hemtillverkning av läskedrycker och skulle blandas med vatten. Bland barn blev det snabbt populärt att istället strö pulvret direkt på tungan istället för att blanda ut det med vatten, för att uppnå en fräsande effekt.
Pulvret har vanligen sålts i små påsar eller plåtdosor. I Storbritannien kallas bruspulver sherbet eller kali och i Tyskland är det känt som Brausepulver.

## I Sverige
Det mest berömda svenska varumärket för bruspulver var Tomtebrus, som såldes under 1900-talets första hälft och fortfarande var populärt på 1950-talet. 
På 1960- och 1970-talet såldes bruspulver i Sverige ofta i små plastflaskor som efterliknande populära läskedrycker som Loranga och Coca Cola och var smaksatt därefter. Bruspulvret kallades då ofta lemonadpulver.
I dag säljs bruspulver i Sverige oftast i små påsar eller i form av "läppstift".